# Вехби Сюнбюльзаде
Мехмед Вехби Сюнбюльзаде  ( тур.Sünbülzâde Vehbî;  1719, Мараш, Османская империя
— 29 апреля 1809, Стамбул) — турецкий поэт, дипломат.

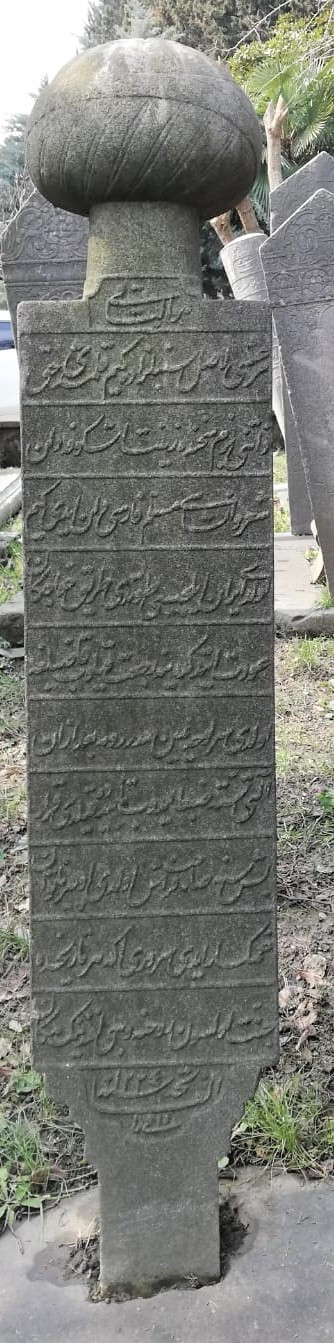
Надгробие поэта

Предположительно, своё  имя получил от Сейида Вехби, у которого его отец работал помощником.
Был учителем, судьёй. В 1775 году султан Абдул-Хамид I из-за его хорошего знания персидского языка отправил его с дипломатической миссией в Персию . Будучи очень впечатленным пребыванием за кордоном в своих стихах несколько раз упоминает о своём пребывании в Персии. По возвращении был приговорён к смертной казни из-за спора с губернатором Багдада Омер-пашой и был вынужден скрываться, пока сам Омер-паша не попал в опалу.
Автор ряда касыд, месневи, дидактической поэмы «Лютфие». Известны его двуязычные словари в форме месневи (персидско-турецкий — «Дар», арабско-турецкий — «Избранное»), которые долго считались образцовыми учебными пособиями.
В лирике Вехби заметно стремление упростить поэтический язык и приблизить поэзию к народу.

## Избранные сочинения
- Nuhbe-i Vehbî
- Lutfiyye-i Vehbî
- Tuhfe-i Vehbî